# Massacre en 1944 dans le monastère des jésuites, rue Rakowiecka à Varsovie

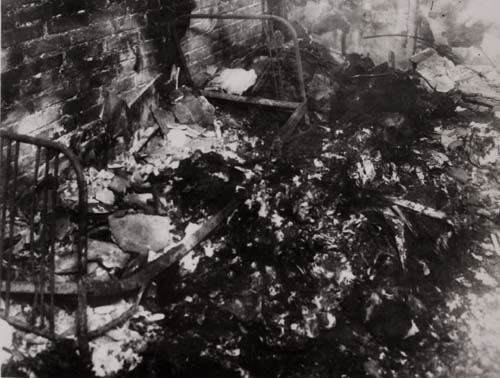
La scène du crime (photographie de 1945).

Le massacre dans le monastère des jésuites, rue Rakowiecka à Varsovie est un meurtre de masse dont plusieurs dizaines de Polonais ont été victimes dans le monastère des jésuites à Mokotów, commis par les Allemands lors du deuxième jour de l’insurrection de Varsovie. Le 2 août 1944, dans le bâtiment appelé « Dom Pisarzy » (fr. « La maison des écrivains »), 61 Ulica Rakowiecka (pl), les officiers SS assassinent près de 40 personnes – dont 8 prêtres, 8 frères de la Compagnie de Jésus et plus de 20 personnes laïques (au moins 8 femmes et un garçon de 10 ans).

## Monastère à l’heure H
Au moment du déclenchement de l’insurrection de Varsovie, la position du monastère est particulièrement défavorable, car la rue Rakowiecka est l'un des foyers de la résistance les plus importants, à proximité immédiate des forces allemandes, logées dans la SS-Stauferkaserne, 4 rue Rakowiecka, à l’entrée de la rue Puławska (pl) (Flakkaserne), l'immeuble de l'Université des sciences de la vie de Varsovie (pol. Szkoła Główna Gospodarstwa Wiejskiego, SGGW), les batteries d'artillerie antiaérienne de Pole Mokotowskie, l'école Wawelberg et la forteresse de Mokotów. 
Le 1er août 1944, les soldats de l’Armée de l’intérieur (District V « Mokotów ») attaquent les positions allemandes tout au long de la rue Rakowiecka. Ce jour-là, les batailles ont lieu en dehors du monastère. À cause de la fusillade dans les rues. Plus d’une dizaine des civils (parmi eux le garçon de 10 ans, Zbyszek Mikołajczyk) se réfugient dans le monastère. Le soir, il y a environ 50 personnes dans l'enceinte du monastère – 25 frères, 12 habitants laïques de la maison et plus d’une dizaine de civils. 

## Entrée des Allemands

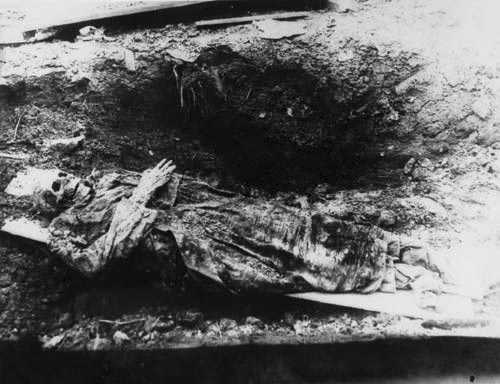
Le corps du Père Kosibowicz exhumé en 1945

Le calme ne dure pas très longtemeps. Au matin du 2 août, le monastère est attaqué avec des armes antiaériennes allemandes situées à proximité, à Pole Mokotowskie. Le tir ne fait pas de victime, mais bientôt une unité SS composée de 20 personnes, envoyée probablement de Stauferkaserne, entrent dans le monastère. Les officiers SS accusent les Polonais de tirer sur les soldats allemands. 
Après la fouille rapide qui ne donne aucune preuve, les Allemands font sortir l'abbé Edward Kosibowicz du bâtiment sous prétexte de lui demander des explications supplémentaires. Il est assassiné d'une balle dans la nuque dans Pole Mokotowskie. Au même moment, les soldats rassemblent le reste des prisonniers dans la chaufferie, au sous-sol du monastère. Des frères parlant allemand essayent d’établir un contact avec les SS et de détendre l’atmosphère, mais sans succès. 

## Massacre
Au bout d'un moment, les Allemands font sortir, l'un après l’autre, les prisonniers de la chaufferie. Ils les spolient de leurs biens personnels et les font entrer dans une petite chambre, occupée par le charretier du monastère. Une fois les prisonniers rassemblés dans la chambre, ils ouvrent le feu et lancent des grenades. Pendant plusieurs heures, les soldats achèvent les blessés. Selon les récits des témoins, un petit garçon de 10 ans, d’origine allemande, assiste les officiers SS, en leur désignant les victimes donnant encore des signes de vie.

« Un garçon de la famille allemande, qui suit les SS partout, entre dans la chambre. De temps en temps la voix de l’enfant se fait entendre: „Achtung! Der lebt noch! O hier, hier, er atmet noch!” À ce moment, les SS suivent le mouvement de sa main, et on entend le tir d’arme accompagné par le rire d’enfant et les applaudissements. »

Après le départ des Allemands, 14 personnes, sortent du tas des corps. Neuf d'entre eux se cachent derrière des tas du charbon, dans la chaufferie. Les cinq autres se réfugient derrière le bois de chauffage, dans la cuisine du monastère. Les Allemands reviennent bientôt pour verser de l'essence sur le tas des cadavres et y mettre le feu. 
Le chapelain du monastère, l'abbé Franciszek Szymaniak est la dernière victime du massacre. Inconscient du meurtre, il est venu chercher des hosties consacrées. Il est exécuté dans la chapelle. 
Le 2 août 1944, dans le bâtiment appelé « Dom Pisarzy », rue Rakowiecka 61, les officiers SS assassinnent environ 40 personnes – y compris 8 prêtres (sans compter l'abbé Kosibowicz), 8 frères de la Compagnie de Jésus et plus de 20 personnes laïques (au moins 8 femmes et un garҫon de 10 ans),. Il est impossible de déterminer la liste exacte des morts, parce qu’on ne connaît que 32 noms des victimes du massacre. 

« Le colonel retraité Zołoteńko (...) m’a dit qu'après l’exécution, il avait demandé à un Allemand ce qui s'était passé avec les prêtres du monastère. Il avait reçu une réponse en allemand : Tous sont morts, je tuerai chaque prêtre comme ҫa »

— Témoignage de l’abbé Aleksander Kisiel.

## Fuite des survivants
Après le massacre, les Allemands pillent et dévastent le monastère en mettant le feu à plusieurs endroits du bâtiment. Ils ne découvrent cependant pas les Polonais qui ont survécu au massacre. La nuit du 2 au 3 août, les cinq personnes cachées dans la cuisine décident de s'échapper du bâtiment. Les quatre prêtres se séparent et réussissent à se mettre à l’abri. Le sort de la cinquième personne, une femme non identifiée qui est revenue à Mokotów à la recherche de ses enfants, n'est pas connu. L’abbé Jan Rosiak, un des fugitifs, affirme qu’elle a survécu à l’insurrection. 
Deux jours plus tard, les Polonais cachés dans la chaufferie réussissent à informer les voisins de la situation. Le 5 août, les ambulancières de l’hôpital évacuent les survivants du monastère sur le terrain contrôlé par les insurgés. 

## Commémoration

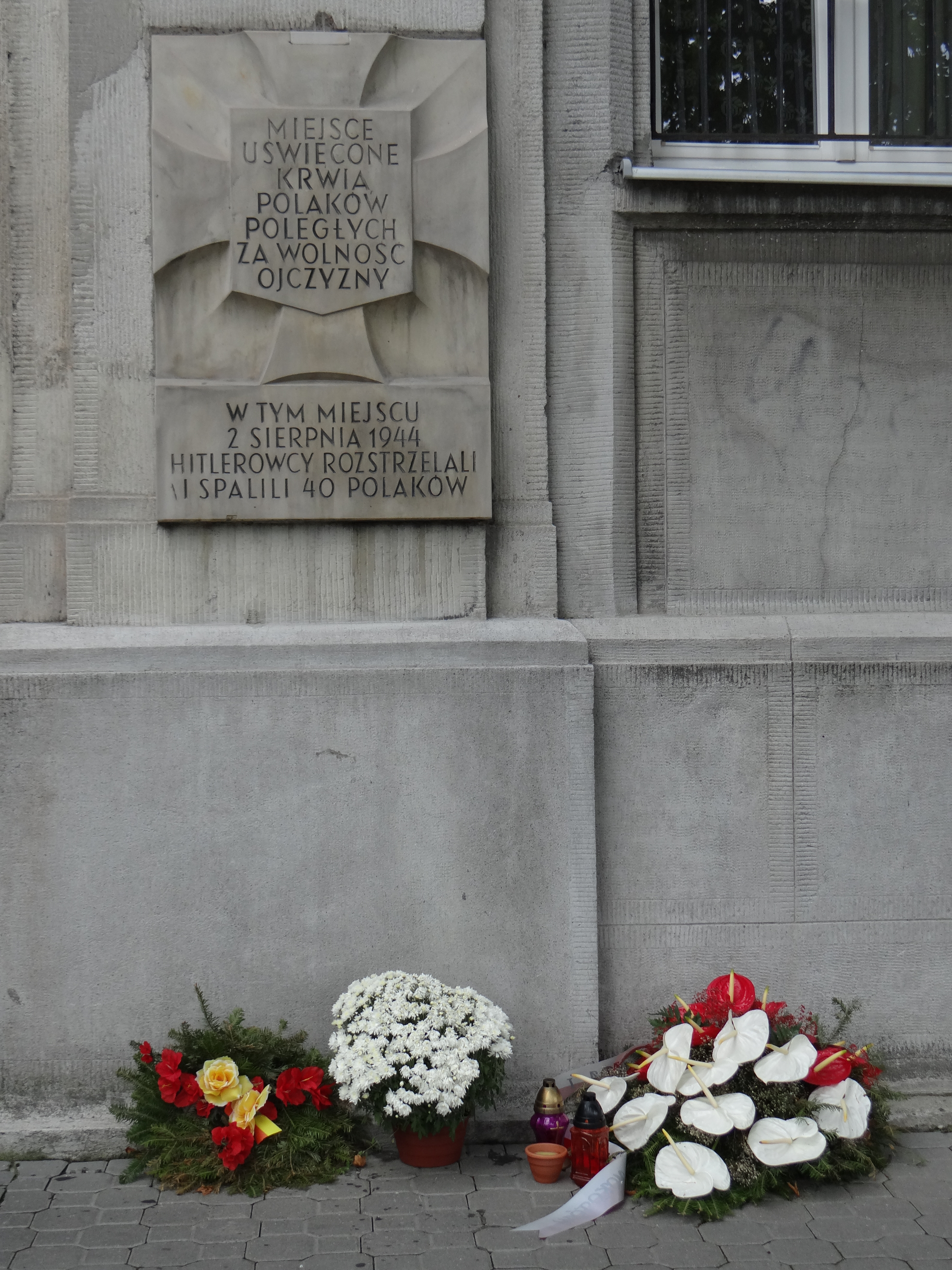
La plaque commémorative sur le mur de l’ancien monastère (aujourd’hui Collegium Bobolanum)

Au bout de certain temps, le père Bruno Pawelczyk, jésuite, arrive sur le lieu du crime. Il reste en dehors du monastère, mais cela n’empêche pas les Allemands de le capturer et de l'emmener à la caserne militaire Stauferkaserne. Après avoir compris le sort de ses confrères, il rejoint un commando sanitaire qui s’occupe d'enterrer les morts. Parvenu au monastère de la rue Rakowiecka, il convainc les membres du commando d’emmurer les corps dans la chambre au lieu de les transporter et de les inhumer. Plus tard, cette décision aura facilité la tâche de retrouver et exhumer les victimes.
Après la guerre, les restes des victimes sont placés dans quatre cercueils qui sont enterrés sous le sol de la chambre où le massacre a eu lieu. La chambre est transformée en chapelle. Les pèlerins partant pour le sanctuaire de saint André Bobola la visitent régulièrement. 
Deux plaques commémorent le massacre : l'une, située à côté de la clôture du sanctuaire, du côté de la rue Rakowiecka et l’autre, conçue par Karol Tchorek, est fixée au mur de l’école Bobolanum. 
Le 17 septembre 2003, l’évêque de Pelplin, Jan Bernard Szlaga met en route une procédure de béatification de 122 victimes du nazisme. Parmi eux, figure le Père Władysław Wiącek, un des jésuites tués le 2 août 1944 dans le monastère de la rue Rakowiecka.
La même année est publié un livre « Masakra w klasztorze » (fr. Massacre au monastère), sous la rédaction du Père Felicjan Paluszkiewicz, décrivant les événements de l'été 1944 avec les témoignages des survivants du massacre. Un an plus tard, un film documentaire-fiction de Krzysztof Żurowski, est réalisé d'après le livre. Sa première a lieu le 2 août 2004, à l’occasion du 60e anniversaire du massacre.